# Żaba bałkańska
Żaba bałkańska (Pelophylax kurtmuelleri) – gatunek (lub podgatunek) płaza z rodziny żabowatych występujący naturalnie w dużej części Albanii i Grecji. Na kilku innych obszarach introdukowany. Pozycja taksonomiczna niepewna, uważany czasami za podgatunek żaby śmieszki. Rozmnaża się w wodach stojących. Gatunek najmniejszej troski (LC) w związku z m.in. rozległym zasięgiem występowania i dużymi rozmiarami populacji.

## Pozycja taksonomiczna
Do 1993 roku traktowana jako podgatunek żaby śmieszki (Pelophylax ridibundus). Następne badania wykazały natomiast różnice w wyglądzie i bioakustyce pomiędzy tymi dwoma taksonami, co spowodowało, że część badaczy zaczęła traktować żabę bałkańską jako osobny gatunek. Inne badania nie wykazały natomiast znaczących różnic genetycznych (w mtDNA) pomiędzy żabą śmieszką i żabą bałkańską. W związku powyższym pozycja taksonomiczna nie jest do końca ustalona i część herpetologów traktuje żabę bałkańską jako podgatunek żaby śmieszki. Obecnie (2024) takson ten traktowany jest jako młodszy synonim P. ridibundus.

## Wygląd
Samce dorastają średnio do 7,2, a samice do 7,8 cm długości. Oczy osadzone blisko siebie. Grzbiet jest zazwyczaj zielony, ale może być również częściowo lub całkowicie brązowy. Pośrodku grzbietu często biegnie podłużna jasnozielona linia. Widoczne są również nieregularnie rozmieszczone ciemnozielone lub ciemnobrązowe kropki. Na grzbiecie występują także wyraźnie zaznaczone fałdy skóry. Kończyny tylne długie, a wewnętrzna część ud i pachwina białe lub szarawe. Modzel piętowy mały i płaski. Błona bębenkowa brązowa lub zielona, otoczona ciemną obwódką. Rezonatory samców mają barwę od jasno- do ciemnoszarej.

## Zasięg występowania i siedlisko
Płaz naturalnie występuje w dużej części Grecji i Albanii na wysokościach 0–1000 m n.p.m. Jego obecność stwierdzono również w Bułgarii. W 1941 roku żaba bałkańska została introdukowana do włoskiej prowincji Imperia, gdzie obecnie obserwuje się ekspansję jej zasięgu. Introdukowane populacje zaobserwowano również w Szwajcarii, na Sardynii, w Słowenii, Francji i Danii. W 2012 roku allele żaby bałkańskiej wykryto w populacjach żaby śmieszki i żaby wodnej (Pelophylax kl. esculentus) w polskim Parku Krajobrazowym Dolina Baryczy, co sugeruje, że płaz ten występuje również w Polsce (co potwierdziły również dalsze badania genetyczne).
Gatunek w dużej mierze wodny. Spotykany jest zazwyczaj na terenach podmokłych w pobliżu zbiorników wodnych.

## Rozród
Okres godowy trwa od marca do lipca. Do rozrodu dochodzi w wodach stojących i wolno płynących. Przypuszcza się, że we Francji mógł on doprowadzić do powstania nowego kleptonu poprzez krzyżowanie z miejscową żabą pirenejską (Pelophylax perezi) (patrz: hybrydogeneza żab zielonych).

## Status i ochrona
W czerwonej księdze gatunków zagrożonych IUCN żaba bałkańska sklasyfikowana jest jako gatunek najmniejszej troski (Least concern, LC) w związku z rozległym zasięgiem występowania, dużymi rozmiarami populacji oraz zdolnością zasiedlania wielu rodzajów siedlisk.
Lokalnym populacjom może zagrażać osuszanie terenów podmokłych oraz zanieczyszczenia wód spowodowane działalnością rolniczą i przemysłową. Na północnych obszarach zasięgu do zagrożeń należy również nadmierny odłów w celach komercyjnych. Ponadto gatunkowi temu zagrażać może introdukcja obcych gatunków żab zielonych. Żaba bałkańska występuje na kilku obszarach chronionych, np. na terenie Parku Narodowego Jeziora Szkoderskiego na granicy Czarnogóry i Albanii. Ponadto gatunek wymieniony jest w załączniku III konwencji berneńskiej.